# Эрич, Ненад
Не́над Э́рич (серб. Ненад Ерић / Nenad Erić; 26 мая 1982, Пожега, СФРЮ) — казахстанский и сербский футболист, вратарь. Шестикратный чемпион Казахстана (2014—2019).

## Карьера

### Клубная
Родился в небольшом сербском городке Пожега. В 17 лет стал выступать за местный клуб второго дивизиона «Слога». Сезон 2002 года провёл в «Радничках». Затем пять лет выступал в ОФК (Белград), но часто отдавался в аренду различным сербским клубам, пока в 2007 году «Борац» из Чачака не выкупил трансфер футболиста. Главным тренером клуба был Миодраг Божович, с 2008 года тренировавший российские клубы «Амкар», ФК «Москва», «Динамо» и «Локомотив».
Эрич также выбрал Россию. В 2008 году он перешёл из «Бораца» за 300 тысяч евро в новосибирскую «Сибирь», подписав двухлетний контракт. Но со второго круга сезона 2008 в Первом дивизионе уже играл в аренде в барнаульском «Динамо». В 2009 году вернулся в «Сибирь», но провел только один кубковый матч. Отсутствие игровой практики вынудило его переехать в Казахстан.
В 2010 году подписал контракт на один год с «Кайратом», вернувшимся в элиту футбола страны. А в 2011 году перешёл в астанинский «Локомотив», но 20 мая 2011 года клуб был переименован в «Астану». И именно в «Астане» Эрич добился всех своих успехов. Ненад сначала выиграл Кубок Казахстана 2012 года, затем завоевал серебряные медали чемпионата 2013 года, потом четыре года подряд становился чемпионом Казахстана (2014—2017), попутно выиграв Суперкубок Казахстана 2015 и Кубок Казахстана 2016.
По итогам сезонов 2012 и 2013 годов был включён в символическую сборную легионеров казахстанской премьер-лиги.

### Сборная
13 июня 2014 года Эрич получил казахстанское гражданство и дебютировал за сборную Казахстана под руководством Юрия Красножана 18 февраля 2015 года в Турции в товарищеском матче с Молдавией (1:1). Вышел в стартовом составе. По завершении группового этапа Лиги Наций УЕФА 2018/2019 принял решение завершить карьеру в национальной сборной Казахстана по футболу

## Достижения
- Чемпион Казахстана (6): 2014, 2015, 2016, 2017, 2018, 2019
- Вице-чемпион Казахстана (1): 2013
- Обладатель Кубка Казахстана (2): 2012, 2016
- Финалист Кубка Казахстана (1): 2015
- Обладатель Суперкубка Казахстана (3): 2015, 2018, 2019